# Vendée Luçon Football
El Vendée Luçon Football es un equipo de fútbol de Francia que juega en la Division d'Honneur, la sexta liga de fútbol más importante del país.

## Historia
Fue fundado en el año 1924 en la localidad de Luçon y nunca ha jugado en la Ligue 1 y principalmente ha militado en las categorías de fútbol aficionado en Francia.
El club pasó del Championnat National a la sexta categoría por problemas administrativos.

## Palmarés
- CFA Grupo D: 1

2012/13
- DH Centre-Ouest : 1

1933
- DH Atlantique: 3

1983, 1989, 2002
- Coupe de l'Atlantique: 1

1980

## Jugadores

### Jugadores destacados
- Vincent Bracigliano
- Michel Pageaud
- Jonathan Ringayen
- Benjamin Feindouno
- Richmond Forson